# Liste der Kulturdenkmale in Großweitzschen

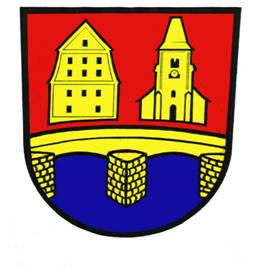
Wappen von Großweitzschen

In der Liste der Kulturdenkmale in Großweitzschen sind die Kulturdenkmale der sächsischen Gemeinde Großweitzschen verzeichnet, die bis April 2023 vom Landesamt für Denkmalpflege Sachsen erfasst wurden (ohne archäologische Kulturdenkmale). Die Anmerkungen sind zu beachten.
Diese Aufzählung ist eine Teilmenge der Liste der Kulturdenkmale im Landkreis Mittelsachsen.

## Großweitzschen
| Bild                                    | Bezeichnung | Lage                          | Datierung           | Beschreibung | ID       |
| --------------------------------------- | --- | ----------------------------- | ------------------- | --- | -------- |
| Direkt Bild zu diesem Denkmal hochladen | Wohnstallhaus eines ehemaligen Vierseithofes | Obere Straße 32 (Karte)       | Um 1800             | In unmittelbarer Nähe zur Kirche stehendes Gebäude, Bestandteil der alten Ortsstruktur, baugeschichtlich und ortsbildprägend von Bedeutung. Erdgeschoss massiv, Obergeschoss Fachwerk (verputzt, eine Seite aufgebrettert), Krüppelwalmdach. | 09208793 |
| Direkt Bild zu diesem Denkmal hochladen | Wohnstallhaus, Seitengebäude, Scheune und Einfassungsmauer eines Vierseithofes                                                                   | Schulstraße 3 (Karte)         | Um 1800             | Imposante Hofanlage von ortsbildprägender Wirkung, bau- und sozialgeschichtlich von Bedeutung. - Wohnstallhaus: Erdgeschoss massiv, Obergeschoss in Teilen Fachwerk (verputzt), Krüppelwalmdach, originales Sandsteinportal mit Schlussstein, Mauer aus Bruchstein (fasst Bauerngarten) - Scheune: Bruchsteinmauerwerk, Krüppelwalmdach - Seitengebäude: zweigeschossiges Stallgebäude, Ziegelbau, Krüppelwalmdach mit Biberschwanzdoppeldeckung | 09208788 |
| Weitere Bilder                          | Martinskirche mit Ausstattung, Kirchhof, Einfriedung des Kirchhofs und Kriegerdenkmal für die Gefallenen des Ersten Weltkrieges vor dem Kirchhof | Westewitzer Straße (Karte)    | 1908                | Ortsbildprägend, von ortsgeschichtlicher Bedeutung. - Kriegerdenkmal (siehe Dehio Sachsen II, S. 372): imposante Denkmalarchitektur aus Beton, getreppter Sockel, großer Steinblock mit Inschriften, flankiert von Pfeilern mit Aufbau - Einfriedung: Betonpfeiler, Eisenzaun, ein Eisentor, hohe Stützmauern | 09208792 |
| Direkt Bild zu diesem Denkmal hochladen | Vermutlich ehemaliges Häusleranwesen, später Wohnhaus                                                                                            | Westewitzer Straße 14 (Karte) | Bezeichnet mit 1832 | Zeittypisches ländliches Wohnhaus mit teilweise erhaltener Fachwerkkonstruktion von baugeschichtlichem und ortsbildprägendem Wert. Erdgeschoss massiv, Obergeschoss eine Seite Fachwerk, Giebelseiten massiv, Fachwerk Seite stark durch Vorbauten verändert, massive Seite: alter Türstock aus Sandstein mit Schlussstein (datiert). | 09208794 |
|                                         | Pfarrhaus | Westewitzer Straße 28 (Karte) | 1812–1813           | Von ortsgeschichtlicher Bedeutung, weitestgehend original. Erdgeschoss massiv, Obergeschoss in Teilen Fachwerk, zum Teil profilierte Steingewände, Krüppelwalmdach, Fenstergewände und Türportal Rochlitzer Porphyrtuff. Portal Stichbogenportal mit Schlussstein, nach Abbruch des baufälligen Vorgängerbaus am 18. Mai 1813 neu bezogen worden.                                                                                                | 09208795 |
| Direkt Bild zu diesem Denkmal hochladen | Wohnstallhaus und Scheune eines kleinen Bauernhofes                                                                                              | Westewitzer Straße 30 (Karte) | Um 1800             | Ortsbildprägende Hofanlage an der Dorfstraße mit weitgehend originalen Fachwerk-Gebäuden von baugeschichtlichem Wert. - Wohnstallhaus: Erdgeschoss massiv, Obergeschoss Fachwerk, Schleppdach - Schuppen: massiv, eine Fachwerk-Scheune mit Satteldach | 09208787 |

## Bennewitz
| Bild | Bezeichnung                       | Lage                | Datierung | Beschreibung | ID       |
| ---- | --------------------------------- | ------------------- | --------- | --- | -------- |
|      | Seitengebäude eines Vierseithofes | Bennewitz 5 (Karte) | Um 1800   | Dorfbildprägendes Fachwerk-Gebäude in gutem Originalzustand, bau- und sozialgeschichtlich von Bedeutung. Erdgeschoss massiv, Obergeschoss Fachwerk (verkleidet), Satteldach. | 09208785 |

## Döschütz
| Bild           | Bezeichnung                    | Lage             | Datierung           | Beschreibung | ID       |
| -------------- | ------------------------------ | ---------------- | ------------------- | --- | -------- |
| Weitere Bilder | Brücke über den Gärtitzer Bach | Döschütz (Karte) | Bezeichnet mit 1877 | Steinbogenbrücke, dokumentiert alte Dorfstruktur, baugeschichtlich von Bedeutung. Bruchsteinerne Bogenbrücke über den Dorfbach, neues Geländer, neuer Straßenbelag, Schlussstein (bachabwärts) mit Datierung. | 09208781 |

## Eichardt
| Bild                                    | Bezeichnung                                                                  | Lage                 | Datierung                                             | Beschreibung                                                        | ID       |
| --------------------------------------- | ---------------------------------------------------------------------------- | -------------------- | ----------------------------------------------------- | ------------------------------------------------------------------- | -------- |
| Direkt Bild zu diesem Denkmal hochladen | Kriegerdenkmal Erster Weltkrieg, Einfriedung und Friedenseiche von 1870/1871 | Eichardt 12a (Karte) | 1870/1871 (Friedenseiche); nach 1918 (Kriegerdenkmal) | Von ortsgeschichtlicher Bedeutung, Natursteinstele mit Gedenkplatte | 09208764 |

## Gadewitz
| Bild           | Bezeichnung          | Lage                 | Datierung           | Beschreibung | ID       |
| -------------- | -------------------- | -------------------- | ------------------- | --- | -------- |
| Weitere Bilder | Wohnhaus eines Gutes | Gadewitz 27a (Karte) | Bezeichnet mit 1824 | Repräsentativer Bau mit klassizistischen Schmuckelementen, von orts- und baugeschichtlicher Bedeutung, markante Wirkung im Landschaftsbild. Massiv, zweigeschossig, Wand-Öffnungsverhältnis intakt, markantes Krüppelwalmmansarddach, originale Fenstergewände, originales Türgewände mit Zierprofilierung, originale Verdachung mit Schmuckornament. Herrschaftliches Wohnhaus eines ehemaligen großen Bauerngutes, laut Inschrift am Schlussstein 1824 erbaut. Wohlproportionierter verputzter Bruchsteinbau von schlichter Eleganz. Mittelachse betont durch Portal mit Giebelverdachung, flankierenden Pinienzapfen und darüberliegendem Korbbogenfenster. Das spätbarocke Gebäude schließt durch ein Mansarddach mit Schopf ab. Durch langjährigen Leerstand entstanden erhebliche Bauschäden, insbesondere im Inneren. Ursprünglich gehörte das Gebäude zu einem umfangreichen Gutskomplex, von dem allerdings nur das Wohnhaus erhalten blieb. Trotz baulicher Schäden ist das Haus, auch bedingt durch seine anspruchsvolle Gestaltung, als Beispiel des ländlichen Wohnhausbaus in diesem Landschaftsraum von großer baugeschichtlicher Bedeutung. | 09208806 |

## Gallschütz
| Bild                                    | Bezeichnung | Lage                  | Datierung                              | Beschreibung | ID       |
| --------------------------------------- | --- | --------------------- | -------------------------------------- | --- | -------- |
| Weitere Bilder                          | Kirche mit Ausstattung, Denkmal für die Gefallenen des Ersten Weltkrieges (vor dem Kirchhof), Kirchhof sowie Einfriedungsmauer des Kirchhofs | Gallschütz (Karte)    | 14. Jahrhundert (Kirche); 1889 (Orgel) | Von orts-, bau- und baukünstlerischer Bedeutung, prägend für das Ortsbild. Kirche und umgebender Kirchhof prägen das Ortsbild maßgeblich. Ihnen kommt eine große ortsgeschichtliche Bedeutung zu. Die Kirche erlangt auch baugeschichtliche und baukünstlerische Bedeutung auf Grund ihrer anspruchsvollen baukünstlerischen Gestaltung, die nicht zuletzt durch die umfassende Erneuerung des ausgehenden 19. Jahrhunderts geprägt wird. - Kirche: Kleine spätromanische Saalkirche, wohl im 14. Jahrhundert erbaut, Veränderungen im 16. und 17. Jahrhundert, 1867 umfassende Erneuerung, 1976 Restaurierung. Verputzter Bruchsteinbau mit eingezogenem Chor und Apsis, Fenster des Saales aus dem 17. Jahrhundert, Satteldach mit hohem Dachreiter, Emporen an drei Seiten, Reste von spätgotischen Wandfassungen, Spitzbogenpforte zur Sakristei, Orgel von Jehmlich, 1889, von Schmeisser 1947 stark umgebaut. - Kriegerdenkmal: großer Natursteinblock mit bearbeiteter Vorderseite, dort Inschrift (Namen der Gefallenen) und Darstellung eines Helms und des Eisernen Kreuzes, Rochlitzer Porphyrtuff, nach 1918, von ortsgeschichtlicher Bedeutung - Kirchhof mit Mauer: Der Kirchhof stellt eine Nebenanlage der Kirche dar. Bemerkenswerte Grabmale fehlen. Eingefasst wird der Kirchhof durch eine teilweise verputzte Ziegelmauer, teils erneuert. | 09208769 |
| Direkt Bild zu diesem Denkmal hochladen | Wohnstallhaus eines ehemaligen Vierseithofes                                                                                                 | Gallschütz 1d (Karte) | Um 1830                                | In ortsbildprägender Lage stehender Fachwerk-Bau, weitgehend original, bau- und sozialgeschichtlich von Bedeutung. Erdgeschoss massiv, entstellender Anbau, Obergeschoss Fachwerk, eine Giebelseite Fachwerk, Krüppelwalmdach, zum Teil alte Fenster. | 09208767 |
| Direkt Bild zu diesem Denkmal hochladen | Seitengebäude eines ehemaligen Vierseithofes, sowie Brücke zum Feld                                                                          | Gallschütz 21 (Karte) | Um 1820                                | Bildprägender Fachwerk-Bau in weitgehend originalem Zustand, regionalgeschichtlich von Wert. Erdgeschoss massiv (mit Überformungen), Obergeschoss Fachwerk, zahlreiche originale Fenster. Zeit- und landschaftstypisches ländliches Wirtschaftsgebäude in Fachwerkbauweise mit massivem Erdgeschoss und massivem Giebel. Den Abschluss des vermutlich im 19. Jahrhundert erbauten Gebäudes bildet ein Satteldach. Weiterhin blieb eine einbogige Bruchsteinbrücke mit erneuerter Brüstung mit halbrundem Abschluss erhalten, welche um 1850 zur Überleitung des Feldwegs über den Dorfbach erbaut wurde. Beiden Objekten kommt als Zeugnissen ländlichen Alltagslebens ein regionalgeschichtlicher Wert zu. | 09208766 |

## Göldnitz
| Bild                                    | Bezeichnung | Lage               | Datierung | Beschreibung | ID       |
| --------------------------------------- | --- | ------------------ | --- | --- | -------- |
| Direkt Bild zu diesem Denkmal hochladen | Wohnstallhaus, zwei Seitengebäude, Scheune und ein Torpfeiler sowie Schuppen außerhalb des Hofes (eventuell Spritzenhaus) eines Vierseithofes | Göldnitz 2 (Karte) | Um 1800 (Wohnstallhaus); 19. Jahrhundert (Seitengebäude und Scheune); 2. Hälfte 19. Jahrhundert (Spritzenhaus) | Geschlossen erhaltener Vierseithof, typische Anlage des 19. Jahrhunderts in gutem Originalzustand von geschichtlichem Wert. Erdgeschoss massiv, Obergeschoss Fachwerk, Giebelseiten massiv, steiles Satteldach, alle Bauten massiv. Schuppen vermutlich Spritzenhaus aus dem 19. Jahrhundert. | 09208749 |

## Graumnitz
| Bild                                    | Bezeichnung                                            | Lage                | Datierung                                                 | Beschreibung | ID       |
| --------------------------------------- | ------------------------------------------------------ | ------------------- | --------------------------------------------------------- | --- | -------- |
| Direkt Bild zu diesem Denkmal hochladen | Portal und Tür des Wohnstallhauses eines Vierseithofes | Graumnitz 2 (Karte) | 18. Jahrhundert (Tür); 2. Hälfte 18. Jahrhundert (Portal) | Baugeschichtlich wertvoller Türstock aus Sandstein. Tür und Portal gehören vermutlich zum Eingang zum Gesindewohnbereich und zur großen Küche, verzierte Eisentür singulär. Gut erhaltene Bauteile – Portal und Eisentür – eines Wohnstallhauses, beide wohl 18. Jahrhundert. Einzige originale Bestandteile dieses Wohnstallhauses, welche in diesem Landschaftsraum nur sehr selten in vergleichbarer Ausführung anzutreffen sind. Der Denkmalwert ergibt sich somit aus dem geschichtlichen Wert. | 09208750 |

## Hochweitzschen
| Bild                                    | Bezeichnung | Lage                                                        | Datierung | Beschreibung | ID       |
| --------------------------------------- | --- | ----------------------------------------------------------- | --- | --- | -------- |
| Direkt Bild zu diesem Denkmal hochladen | Brücke und alter Hohlweg (ehemaliger Fahrweg zwischen Großweitzschen und Westewitz) | (Flurstück 132/8) (Karte)                                   | 19. Jahrhundert | Reststück des tief eingeschnittenen Hohlwegs sowie anschließende Brücke, alte Fahrverbindung zwischen Großweitzschen und Westewitz, von ortsgeschichtlicher Bedeutung | 09208805 |
| Direkt Bild zu diesem Denkmal hochladen | Kapelle | Am Bäckerberg (Karte)                                       | Ende 19. Jahrhundert | Ruinöse Friedhofskapelle im neogotischen Stil, von ortshistorischer Bedeutung | 09208804 |
| Weitere Bilder                          | Landesklinik Hochweitzschen (Sachgesamtheit) | Hochweitzschen 1a, 1p (Karte)                               | 1874–1930 (wesentliche Bauabschnitte der Krankenhausanlage); 1911–1914 (Waldpark)                                                                                | Sachgesamtheit Landesklinik Hochweitzschen: Krankenhausanlage mit Waldpark (Gartendenkmal), den Einzeldenkmalen: Verwaltungsgebäude (A 7), Hauptgebäude (A 1), Stationsgebäude „Zum Fuchsbau“ (ehemals A 22), Haus „Zum Rehkitz“ (ehemals A 20), Haus „Zum Falkennest“, Kegelbahn, Funktionsgebäude neben der Kegelbahn (Klinkerbau), Wohngebäude B 25, pavillonartige Eingangsbereiche der Wohngebäude (B 1, B 9, Haus „Zum Igelnest“), B 5, B 6, Haus „Zur Hasenkuhle“ (ehemals B 4), B 10, B 12, B 13, A 15 (mit heutiger Kantine, Archiv u. a.), A 10, Kirche mit Kriegerdenkmal Erster Weltkrieg, Wohnhaus südwestlich der Kirche (ohne Nummer), Gebäude nördlich der Kirche (ehemals B 27), drei Stromschaltkästen, Haus „Zum Eichhörnchennest“ (ehemals B 11), Beigut mit drei Wirtschaftsgebäuden (Bäckerberg 79, 79 a, 79 d), Haus ohne derzeitige Funktion am Eingangsbereich (derzeitige Hausnummern 1a, 1p) sowie Sachgesamtheitsteile: Wohngebäude B 1, B 2, B 3, B 22, Haus „Zum Igelnest“, Wohnhaus des Beigutes (Bäckerberg 79 c und 79 b), siehe auch 09208809; zeittypische Heilanstalt im Pavillonsystem von geschichtlicher und baugeschichtlicher Bedeutung | 09208809 |
| Weitere Bilder                          | Verwaltungsgebäude (A 7), Hauptgebäude (A 1), Stationsgebäude „Zum Fuchsbau“ (ehemals A 22), Haus „Zum Rehkitz“ (ehemals A 20), Haus „Zum Falkennest“, Kegelbahn, Funktionsgebäude neben der Kegelbahn (Klinkerbau), Wohngebäude B 25, pavillonartige Eingangsbereiche der Wohngebäude (B 1, B 9, Haus „Zum Igelnest“), B 5, B 6, Haus „Zur Hasenkuhle“ (ehemals B 4), B 10, B 12, B 13, A 15 (mit heutiger Kantine, Archiv u. a.), A 10, Kirche mit Kriegerdenkmal Erster Weltkrieg, Wohnhaus südwestlich der Kirche (ohne Nummer), Gebäude nördlich der Kirche (ehem. B 27), drei Stromschaltkästen, Haus „Zum Eichhörnchennest“ (ehemals B 11), Beigut mit drei Wirtschaftsgebäuden (Bäckerberg 79, 79 a, 79 d), Haus ohne derzeitige Funktion am Eingangsbereich (derzeitige Hausnummern 1a, 1p), Einzeldenkmale der Sachgesamtheit 09303957 | Hochweitzschen 1a, 1p (Zum Bäckerberg 79, 79a, 79d) (Karte) | 1872–1874 (Krankenhaus-Hauptgebäude, A 1); 1893–1900 (B1, B5, B6, B9, B10, B12, B13, A 10); 1898 (Anstaltskirche); um 1900 (Krankenhausbauten); 1914 (Haus A 22) | Einzeldenkmale der Sachgesamtheit Landesklinik Hochweitzschen; zeittypische Heilanstalt im Pavillonsystem von geschichtlicher und baugeschichtlicher Bedeutung. Rot-gelbe Klinkerbauten, ursprünglich zweigeschossig, einige wurden nachträglich aufgestockt, zahlreiche Gebäude weisen gläserne Veranden auf (zumeist originaler Erhaltungszustand). Erweiterung: Putzbauten, zeittypische Gestaltung, originale Fenstervergitterungen, zum Teil mit Zierfachwerk. Beigut: Vierseithof, ein Gebäude völlig überformt. | 09208809 |

## Höckendorf
| Bild                                    | Bezeichnung                                                                                                   | Lage                 | Datierung                                                    | Beschreibung | ID       |
| --------------------------------------- | --- | -------------------- | ------------------------------------------------------------ | --- | -------- |
| Direkt Bild zu diesem Denkmal hochladen | Scheune und Seitengebäude sowie zwei Torpfeiler und zwei Pforten beiderseits der Einfahrt eines Vierseithofes | Höckendorf 2 (Karte) | Um 1800 (Scheune); 1. Hälfte 19. Jahrhundert (Seitengebäude) | Dorfbildprägende Scheune mit verschieferter Giebelverzierung. - Scheune: reiner Fachwerk-Bau auf Bruchsteinsockel, Satteldach, straßenseitiger Giebel in Schiefer reich ornamentiert - Seitengebäude: Untergeschoss massiv, Obergeschoss Fachwerk verbrettert, Giebel verbrettert, Krüppelwalmdach, im Erdgeschoss hofseitig überformt     | 09208757 |
| Direkt Bild zu diesem Denkmal hochladen | Bauernhaus und Torbogen mit Tor des zusammengebrochenen Torhauses eines ehemaligen Bauernhofes                | Höckendorf 5 (Karte) | Bezeichnet mit 1802 (Torhaus)                                | Bauernhaus weitgehend original erhalten sowie Rest des Torhauses von baugeschichtlichem Wert. - Bauernhaus: zweigeschossiger Massivbau, verputzt, steinerne Fenstergewände, Frackdach - Torhaus: Erdgeschoss massiv, Obergeschoss Fachwerk, Satteldach, zwei Korbbogenportale, das größere mit Schlussstein bezeichnet mit „TOP 1802 Nr 5“ | 09208756 |

## Jeßnitz
| Bild | Bezeichnung                             | Lage              | Datierung           | Beschreibung | ID       |
| ---- | --------------------------------------- | ----------------- | ------------------- | --- | -------- |
|      | Herrenhaus eines ehemaligen Rittergutes | Jeßnitz 9 (Karte) | Bezeichnet mit 1864 | Markanter, zweigeschossiger Massivbau mit Teilen der originalen Putzgliederung, repräsentatives Steinportal, von ortsgeschichtlicher Bedeutung. Zweigeschossig, Drempel, Sandsteingewände, Bruchsteinmauerwerk, Satteldach. Schon 1551 existierte in Jeßnitz ein Rittergut. 1719 erworben durch General Joachim Heinrich von Dürfeld. In dessen Besitz bis 1727, danach im Besitz von Anton Gottlieb Christoph von Hardenberg. 1752 neben anderen Gütern an die Söhne weitergegeben. 1788 Verkauf an den Kaufmann und Fabrikherr Johann Gottfried Lorenz aus Mittweida. Weiter an dessen Ehefrau und dann an die Erben. 1854 Verkauf an Christian Friedrich Kunert aus Schieritz. Er ist möglicherweise der Bauherr des 1864 entstandenen Herrenhauses. Um 1900 befindet sich das Rittergut im Besitz des Oberleutnants d. R. August Jordan. Das Herrenhaus besitzt zwei Vollgeschosse, darüber ein Drempel mit kleineren Fenstern. Die südliche Fassade ist in 13 Achsen gegliedert, die mittleren drei Achsen umfasst ein flacher, durch Lisenen betonter Mittelrisalit. Im Erdgeschoss befindet sich ein Stichbogenportal mit Schlussstein. In seiner Gestaltung orientiert sich der massige Bau an klassizistischen Vorbildern. Durch seinen guten Originalzustand dokumentiert das Bauwerk das Bauhandwerk seiner Entstehungszeit und erhält somit baugeschichtliche Bedeutung. Durch die wirtschaftliche Bedeutung des Gutes für das Dorf kommt diesem auch eine ortsgeschichtliche Bedeutung zu. | 09208780 |

## Kleinweitzschen
| Bild                                    | Bezeichnung | Lage                       | Datierung                                          | Beschreibung | ID       |
| --------------------------------------- | --- | -------------------------- | -------------------------------------------------- | --- | -------- |
|                                         | Wegestein | Kleinweitzschen (Karte)    | Vermutlich 2. Hälfte 19. Jahrhundert               | Von verkehrs- und ortsgeschichtlichem Wert. Natursteinstele mit pyramidalem Abschluss, eingeritzte Schrift und Richtungspfeile: Eichardt, Schergrund, Zaschwitz. | 09208789 |
|                                         | Straßenpflasterung der alten Dorfstraße zwischen Ortseinfahrt (Wegestein) und den Höfen Kleinweitzschen 6 und 4 | Kleinweitzschen (Karte)    | Möglicherweise um 1930/1935, eventuell auch später | Historisches Straßenpflaster in gutem Originalzustand, nur noch in wenigen Beispielen erhalten, von verkehrsgeschichtlicher Bedeutung. Gepflasterte Dorfstraße mit regelmäßigem Granitkleinpflaster, vermutlich 1. Drittel 20. Jahrhundert (eventuell auch nach 1945). In Sachsen gibt es nur noch selten vollständig erhaltene gepflasterte Dorfstraßen, so dass der Seltenheitswert dieser gut erhaltenen gepflasterten Dorfstraße ihren verkehrsgeschichtlichen Wert begründet. | 09303961 |
| Direkt Bild zu diesem Denkmal hochladen | Wohnstallhaus, zwei Seitengebäude und Scheune eines Großbauernhofes                                             | Kleinweitzschen 6 (Karte)  | Um 1800                                            | Bestandteil der alten Ortsstruktur, weitestgehend originale Gebäude, zum Teil mit Fachwerk-Obergeschoss, Stallgebäude mit dreibogiger Kumthalle, bau- und sozialgeschichtlich von Bedeutung. - Wohnstallhaus: Erdgeschoss massiv, Obergeschoss Fachwerk (verputzt), Giebelseite und Rückseite zum Teil massiv, Satteldach, im Erdgeschoss Porphyrgewände - Seitengewände: Erdgeschoss massiv, Obergeschoss Fachwerk (verputzt), Satteldach, Fledermausgauben - Stallgebäude: massiv aus Bruchsteinen mit Kumthalle - Scheune: eingeschossig, massiv, verputzt, Satteldach Alle Gebäude in schlechtem Bauzustand, offene Dächer, leerstehend (Stand von 2011). | 09208790 |
|                                         | Wohnstallhaus eines Bauernhofes                                                                                 | Kleinweitzschen 10 (Karte) | 1774 Dendro                                        | Prächtiger Lehm-Fachwerk-Bau von dorfbildprägender Wirkung, heimatgeschichtliche Bedeutung. Erdgeschoss: Bruchsteinsockel, Lehmweller Obergeschoss Fachwerk, Giebelseite verbrettert, Fachwerk teilweise durch Mauerwerk massiv ersetzt, Satteldach, im Obergeschoss teilweise Steingewände mit Dreiviertel-Profilierung. | 09208791 |

## Mockritz
| Bild                                    | Bezeichnung | Lage                                       | Datierung                                                                                               | Beschreibung | ID       |
| --------------------------------------- | --- | ------------------------------------------ | --- | --- | -------- |
| Direkt Bild zu diesem Denkmal hochladen | Ehemalige Brauerei | Am Dorfring 1 (Karte)                      | Um 1800                                                                                                 | Singuläres Gebäude im Landkreis, von großer bau- und ortsgeschichtlicher Bedeutung. Um 1800 erbaut. Eingeschossiger, breit lagernder Putzbau. Klinkersockel, auch Fenster- und Türrahmung aus Klinkern. Zweiflügliges Tor aus der gleichen Zeit. Hohes Satteldach mit 3/4-Schopf und Dachhecht mit Fachwerk und Ziegelausfachung. Trotz der baulichen Veränderungen der 1930er Jahre beeindruckt das Gebäude durch seine Ursprünglichkeit. Die genannten Umbaumaßnahmen waren vermutlich Folge einer Umnutzung. Sie erfolgten im Sinne des Sächsischen Heimatschutzes und führten dazu, dass sich das Gebäude trotz veränderter Nutzung sehr gut ins Dorfbild einfügt, ja dieses sogar bereichert. Auf Grund seiner Singularität im Kreisgebiet kommt dem Gebäude eine große baugeschichtliche sowie ortsgeschichtliche Bedeutung zu. Bis 1865 gehörte die Brauerei zum Rittergut. 1865 erwarb der Braumeister Carl August Pechmann vom Rittergutsbesitzer Otto von Schönberg die Brauerei, 1866 wird Wilhelmine Pechmann, geb. Büttner, Eigentümerin, die die Brauerei ein Jahr später an Traugott Leberecht Schmidt verkaufte. 1865 erneuter Besitzwechsel, nun an Robert Paul Wagner. Es folgt der aus Wurzen stammende Brauer Adolf Krüger, welcher vermutlich in den 1930er Jahren bauliche Veränderungen vornahm. 1997 erfolgte ein erneuter Verkauf, zuvor war bereits die Brauereieinrichtung demontiert worden. In der Brauerei wurde über eine lange Zeit helles Starkbier gebraut, gegen Ende der Brauerei nur noch Dunkles ohne Alkohol. | 09208778 |
| Direkt Bild zu diesem Denkmal hochladen | Häusleranwesen | Döbelner Straße 1 (Karte)                  | Um 1800                                                                                                 | Zeittypisches Wohnhaus, bildprägend, weitestgehend original, baugeschichtlich von Bedeutung. Erdgeschoss massiv, Obergeschoss zum Teil Fachwerk (verputzt), Giebelseite zum Dorf massiv, Frackdach. | 09208773 |
| Direkt Bild zu diesem Denkmal hochladen | Wohnstallhaus | Im Winkel 2 (Karte)                        | Bezeichnet mit 1801                                                                                     | Ortsbildprägender Fachwerk-Bau in weitgehend originalem Zustand, Steinportal mit datiertem Schlussstein, baugeschichtlich und ortsbildprägend von Bedeutung. Erdgeschoss massiv, Obergeschoss vorwiegend Fachwerk, Giebelseite verschiefert. | 09208779 |
| Weitere Bilder                          | Schloss und Einfriedungsmauer sowie Speicher (Einzeldenkmale der Sachgesamtheit 09303659)                                 | Leisniger Straße 5 (Teichstraße 6) (Karte) | 18. Jahrhundert                                                                                         | Einzeldenkmale der Sachgesamtheit Rittergut Mockritz; Bauensemble von großer ortsgeschichtlicher, ortsbildprägender und baugeschichtlicher Bedeutung. Der Herrensitz, ursprünglich mittelalterliche Wasserburg, 1231 erstmals genannt. Im Nordosten der Anlage sind einige der früher noch ausgedehnten Teiche erhalten. Das Herrenhaus ist ein Renaissancebau von 1550 mit jüngerem Mansarddach. Im Winkel zu diesem und östlich den Hof begrenzend steht das Torhaus, ein Neubau von 1959, der unter Einbeziehung von Resten der 1698 errichteten gewölbten Tordurchfahrt und der hofseitig anschließenden fünfjochigen Laube entstand. An der Hofseite des Torhauses befindet sich seitlich ein bemerkenswert reich gestaltetes Sitznischenportal der späten Renaissance, von toskanischen Säulen flankiert und mit Beschlagwerkdekor in den Bogenzwickeln. Das 1698 datierte Stück ist aus Rochlitzer Porphyrtuff gearbeitet. Über dem äußeren Tor sind die stark verwitterten Wappen derer von Dürfeld und derer von der Gabelentz zu sehen. Westlich des Herrenhauses erhebt sich ein langgestrecktes Wohn-Stall-Gebäude mit sehr hohem Mansarddach, wohl aus dem 18. Jahrhundert stammend. Großzügige Schlossanlage von großer baugeschichtlicher sowie regionalgeschichtlicher Bedeutung. Hervorzuheben ist der gute bauzeitliche Bestand. - Schloss (Flurstück 114/3): Heute Wohnungen. An einen im 16. Jahrhundert errichteten rechteckigen Renaissancebau fügte man 1698 einen weiteren Flügel an, dieser nach der Zerstörung 1959 in einfacheren Formen rekonstruiert. Zweigeschossiger Putzbau mit Mansardwalmdach und breiten Walmgaupen. Im genuteten Mittelrisalit Zufahrt mit Korbbogentor. Das Sitznischenportal an der Hofseite des Erweiterungsbaus mit Beschlagwerk und toskanischen Halbsäulen verziert, bezeichnet mit 1698. - Speicher (Flurstück 115/1): Nördlich direkt anschließend großes, zweigeschossiges Wirtschaftsgebäude des 18. Jahrhunderts mit Walmdach heute als Wohnhaus genutzt. Gebäude ist saniert, als Sachgesamtheit mit Kornhaus schützenswert | 09208774 |
| Weitere Bilder                          | Kirche, Kirchhof, Kirchhofmauer, Kriegerdenkmal für die Gefallenen des 1. Weltkrieges und Grabmal für Hendrik Steven Camp | Teichstraße (Karte)                        | 1678 (Nordempore); 1693 (Kirche); 1. Hälfte 18. Jahrhundert (Kanzelaltar); 1846 (Orgel); 1892 (Grabmal) | Von ortsgeschichtlicher Bedeutung, ortsbildprägend. - Kirche (Dehio Sachsen II, S. 372): 1673 bis 1678 nach Brand des Vorgängerbaus unter Einbeziehung älterer Reste neu erbaut. 1833 Restaurierung der gesamten Kirche, dabei Abriss der bisherigen Sakristei. 1868 Restaurierung des Kirchturms, dabei Einbau einer neuen Turmuhr. Erneute Sanierung 1983 bis 1991. Saalkirche, Putzbau mit dreiseitig geschlossenem Chor, gedrungener quadratischer Turm mit angeputzter Eckquaderung, eventuell ehemals Wehrturm. Im Inneren flachgedeckt, an Nordseite Empore mit gebauchten Pilastern, wohl um 1678, die Orgelempore im Westen von 1845. Beide Emporen an den Brüstungen mit Akanthusmotiven dekoriert. An der Südseite befinden sich zwei Logen. Der schlichte Kanzelaltar dürfte in der 1. Hälfte des 18. Jahrhunderts gefertigt worden sein. Die Orgel von Urban Kreutzbach entstand 1846. - Kirchhof: erstmals 1599 urkundlich erwähnt, zahlreiche Reste von steinernen Grabplatten, Einfriedungsmauer - Grabmal: Obelisk (schwarzglänzender Stein) - Kriegerdenkmal: Erster Weltkrieg, großes Steinkreuz (Sandstein), Relief und Namen der Gefallenen - Grabmal für Hendrik Steven Camp (1857–1892) | 09208776 |
| Direkt Bild zu diesem Denkmal hochladen | Pfarrhaus, ehemaliger Garten, Einfriedungsmauer und Seitengebäude                                                         | Teichstraße 5 (Karte)                      | 1703, laut Kirchengalerie                                                                               | Ensemble von ortsbildprägender und ortsgeschichtlicher Bedeutung. - Pfarrhaus: zweigeschossiger Massivbau, Stichbogenportal mit Schlussstein, Satteldach, Bruchsteinmauer - Seitengebäude: eingeschossiger Massivbau | 09208777 |
| Weitere Bilder                          | Rittergut Mockritz (Sachgesamtheit)                                                                                       | Teichstraße 6 (Leisniger Straße 5) (Karte) | Bezeichnet mit 1618                                                                                     | Sachgesamtheit Rittergut Mockritz mit den Einzeldenkmalen: Schloss und Mauer (siehe auch 09208774) und dem Speicher (Kornhaus, zusätzliche Anschrift Leisniger Straße 5) sowie einem Teich (Sachgesamtheitsteil); das Dorfbild maßgeblich prägendes Bauensemble von großer bau- sowie ortsgeschichtlicher Bedeutung. Großzügige Schlossanlage, hervorzuheben ist der gute bauzeitliche Bestand. Der Herrensitz, ursprünglich mittelalterliche Wasserburg, 1231 erstmals genannt. Im Nordosten der Anlage sind einige der früher noch ausgedehnten Teiche erhalten. Das Herrenhaus ist ein Renaissancebau von 1550 mit jüngerem Mansarddach. Im Winkel zu diesem und östlich den Hof begrenzend steht das Torhaus, ein Neubau von 1959, der unter Einbeziehung von Resten der 1698 errichteten gewölbten Tordurchfahrt und der hofseitig anschließenden fünfjochigen Laube entstand. An der Hofseite des Torhauses befindet sich seitlich ein bemerkenswert reich gestaltetes Sitznischenportal der späten Renaissance, von toskanischen Säulen flankiert und mit Beschlagwerkdekor in den bogenzwickeln. Das 1698 datierte Stück ist aus Rochlitzer Porphyrtuff gearbeitet. Über dem äußeren Tor sind die stark verwitterten Wappen derer von Dürfeld und derer von der Gabelentz zu shen. Westlich des Herrenhauses erhebt sich ein langgestrecktes Wohn-Stall-Gebäude mit sehr hehem Mansarddach, wohl aus dem 18. Jahrhundert stammend. | 09303659 |
| Weitere Bilder                          | Schloss und Einfriedungsmauer sowie Speicher (Einzeldenkmale Sachgesamtheit 09303659)                                     | Teichstraße 6 (Leisniger Straße 5) (Karte) | Ab 1550 (Herrenhaus); bezeichnet mit 1618 (Portal); ab 1698 (Torhaus)                                   | Einzeldenkmale der Sachgesamtheit Rittergut Mockritz; Bauensemble von großer ortsgeschichtlicher, ortsbildprägender und baugeschichtlicher Bedeutung. Der Herrensitz, ursprünglich mittelalterliche Wasserburg, 1231 erstmals genannt. Im Nordosten der Anlage sind einige der früher noch ausgedehnten Teiche erhalten. Das Herrenhaus ist ein Renaissancebau von 1550 mit jüngerem Mansarddach. Im Winkel zu diesem und östlich den Hof begrenzend steht das Torhaus, ein Neubau von 1959, der unter Einbeziehung von Resten der 1698 errichteten gewölbten Tordurchfahrt und der hofseitig anschließenden fünfjochigen Laube entstand. An der Hofseite des Torhauses befindet sich seitlich ein bemerkenswert reich gestaltetes Sitznischenportal der späten Renaissance, von toskanischen Säulen flankiert und mit Beschlagwerkdekor in den Bogenzwickeln. Das 1698 datierte Stück ist aus Rochlitzer Porphyrtuff gearbeitet. Über dem äußeren Tor sind die stark verwitterten Wappen derer von Dürfeld und derer von der Gabelentz zu sehen. Westlich des Herrenhauses erhebt sich ein langgestrecktes Wohn-Stall-Gebäude mit sehr hohem Mansarddach, wohl aus dem 18. Jahrhundert stammend. Großzügige Schlossanlage von großer baugeschichtlicher sowie regionalgeschichtlicher Bedeutung. Hervorzuheben ist der gute bauzeitliche Bestand. - Schloss (Flurstück 114/3): Heute Wohnungen. An einen im 16. Jahrhundert errichteten rechteckigen Renaissancebau fügte man 1698 einen weiteren Flügel an, dieser nach der Zerstörung 1959 in einfacheren Formen rekonstruiert. Zweigeschossiger Putzbau mit Mansardwalmdach und breiten Walmgaupen. Im genuteten Mittelrisalit Zufahrt mit Korbbogentor. Das Sitznischenportal an der Hofseite des Erweiterungsbaus mit Beschlagwerk und toskanischen Halbsäulen verziert, bezeichnet mit 1698. - Speicher (Flurstück 115/1): Nördlich direkt anschließend großes, zweigeschossiges Wirtschaftsgebäude des 18. Jahrhunderts mit Walmdach heute als Wohnhaus genutzt. Gebäude ist saniert, als Sachgesamtheit mit Kornhaus schützenswert | 09208774 |

## Obergoseln
| Bild                                    | Bezeichnung   | Lage                 | Datierung              | Beschreibung | ID       |
| --------------------------------------- | ------------- | -------------------- | ---------------------- | --- | -------- |
| Direkt Bild zu diesem Denkmal hochladen | Wohnstallhaus | Obergoseln 3 (Karte) | Anfang 19. Jahrhundert | Ortsbildprägendes, weitgehend original erhaltenes und landschaftstypisches Bauernhaus von regionalgeschichtlichem Wert. Zweigeschossig, massiv, steinernes Türgewände mit Korbbogenabschluss, Krüppelwalmdach. | 09208759 |

## Redemitz
| Bild                                    | Bezeichnung                       | Lage                     | Datierung             | Beschreibung | ID       |
| --------------------------------------- | --------------------------------- | ------------------------ | --------------------- | --- | -------- |
|                                         | Straßenbrücke                     | (Flurstück 40/1) (Karte) | Mitte 19. Jahrhundert | Brücke über die Bahnstrecke Riesa–Chemnitz, Zeugnis der Verkehrsgeschichte und Regionalgeschichte | 09208807 |
| Direkt Bild zu diesem Denkmal hochladen | Wohnstallhaus eines Vierseithofes | Redemitz 1 (Karte)       | Mitte 19. Jahrhundert | Bestandteil der originalen Ortsstruktur, guter Originalzustand, bau- und sozialgeschichtlich von Bedeutung. Massiv, zweigeschossig mit Drempel, Wand-Öffnungsverhältnis intakt, originale Fenster- und Türgewände, Satteldach. | 09208808 |

## Strocken
| Bild                                    | Bezeichnung                                                                                   | Lage                        | Datierung                                                | Beschreibung | ID       |
| --------------------------------------- | --------------------------------------------------------------------------------------------- | --------------------------- | -------------------------------------------------------- | --- | -------- |
| Direkt Bild zu diesem Denkmal hochladen | Wohnstallhaus und zwei Seitengebäude sowie Torpfeiler und Pforte eines Vierseithofes          | Strocken 17 (Karte)         | Um 1850 (Wohnstallhaus); 19. Jahrhundert (Seitengebäude) | Markanter Hof, ortsbildprägend, typische Bauweise des 19. Jahrhunderts, baugeschichtlich bedeutsam. Erdgeschoss massiv, Obergeschoss Fachwerk (verputzt, zum geringen Teil massiv ausgesetzt), originale Steingewände, Portal verändert. Das Ortsbild wird maßgeblich durch die weitgehend original erhaltenen Wohn- und Wirtschaftsgebäude geprägt. Alle Gebäude zeigen die für das 19. Jahrhundert typische Bauweise. Sie wurden massiv aufgeführt und verputzt. Zumindest das straßenseitig angeordnete Seitengebäude wurde im Erdgeschoss aus Porphyrtuff-Bruchsteinen erbaut. Die Gebäude weisen die für ihre Erbauungszeit charakteristischen Gestaltungsmerkmale wie z. B. Putzfaschen bzw. Natursteingewände auf. Wesentliche bauliche Veränderungen am äußeren Erscheinungsbild sind nicht feststellbar, lediglich das Wohnstallhaus wurde in den vergangenen Jahren saniert und vereinfacht. Als gut erhaltene Zeugnisse ländlichen Bauens im 19. Jahrhundert kommt allen Gebäuden einschließlich der zugehörigen Toreinfahrt ein baugeschichtlicher sowie eine große ortsbildprägender Wert zu. | 09304036 |
| Direkt Bild zu diesem Denkmal hochladen | Wohnhaus und angebaute Scheune eines ehemaligen Mühlenanwesens                                | Strocken 25 (Karte)         | 2. Hälfte 19. Jahrhundert                                | Ländliches Wohnhaus, zeittypische Gestaltung in gutem Originalzustand, ortsgeschichtlich von Bedeutung. Mühlenwohnhaus zweigeschossig, Satteldach (Schieferdeckung), Steingewände, Wand-Öffnungsverhältnis erhalten, im Erdgeschoss originale Fensterläden erhalten, Putzgliederung an der Giebelseite. | 09208783 |
| Weitere Bilder                          | Bockwindmühle und Motormühle mit angebautem Nebengebäude des Mühlengutes (Windmühle Strocken) | Strocken 25 (neben) (Karte) | 1871                                                     | Geschlossen erhaltenes Ensemble von landschaftsprägender Bedeutung, technikgeschichtlich bedeutsam. 1871 wurden die Bockwindmühle und 1922 das zugehörige Mühlengebäude (Motormühle) erbaut. Sie wurde als Getreidemühle betrieben. Ursprünglich prägte das Mühlenensemble das Landschaftsbild äußerst eindrucksvoll. Heute sind leider nur noch bauliche Reste der ehemaligen Windmühle erhalten. Ihnen kommt ein regionalgeschichtlicher Wert zu (Quelle: Müller-Hammerström 1995). - Nebengebäude: zweigeschossiger Massivbau, aus Bruchsteinen errichtet, Walmmansarddach - Bockwindmühle: sehr schlechter Erhaltungszustand, hölzerner Aufbau ist herabgefallen - Scheune: nachträgliche Aufnahme der Scheune | 09208782 |

## Strölla
| Bild                                    | Bezeichnung                                                                               | Lage              | Datierung | Beschreibung | ID       |
| --------------------------------------- | ----------------------------------------------------------------------------------------- | ----------------- | --------- | --- | -------- |
| Direkt Bild zu diesem Denkmal hochladen | Wohnhaus, zwei Seitengebäude, Scheune, Einfriedung und Hofpflasterung eines Vierseithofes | Strölla 2 (Karte) | Um 1900   | Intakte Hofstruktur, großer Vierseithof mit zeittypischen Gebäuden, bau- und sozialgeschichtlich von Bedeutung. - Wohnhaus: zweigeschossig, massiv, Walmdach, gründerzeitliche Gestaltungselemente - Seitengebäude: zweigeschossig, massiv, Dacherker mit Uhr, zeitgleicher Anbau - Scheune: massiv, Satteldach - Seitengebäude: zweigeschossig, massiv, Lukenfenster, spätere Garageneinbauten | 09208760 |

## Tronitz
| Bild                                    | Bezeichnung                                                       | Lage                  | Datierung           | Beschreibung | ID       |
| --------------------------------------- | ----------------------------------------------------------------- | --------------------- | ------------------- | --- | -------- |
| Direkt Bild zu diesem Denkmal hochladen | Wohnstallhaus eines Vierseithofes                                 | Tronitz 1 (Karte)     | Um 1800             | Landschaftstypisches Gebäude mit Fachwerk-Obergeschoss in gutem Originalzustand, regionalgeschichtlich von Bedeutung. Erdgeschoss massiv, Obergeschoss Fachwerk (verputzt), Krüppelwalmdach, Giebelseiten massiv. | 09208754 |
| Direkt Bild zu diesem Denkmal hochladen | Wohnhaus, zwei Seitengebäude und Hofpflasterung eines Bauernhofes | Tronitz 2, 2a (Karte) | Bezeichnet mit 1857 | Weitestgehend originale Gebäude in gutem Originalzustand, regionalgeschichtlich von Bedeutung. - Wohnhaus: zweigeschossig, massiv, originaler Türstock mit Datierung, originale Steingewände - Seitengebäude: bauliche Einheit mit Wohnhaus, zweigeschossig, massiv, zwei originale, profilierte Türgewände aus Sandstein, Zwillingsfenster im Obergeschoss                                         | 09208753 |
| Direkt Bild zu diesem Denkmal hochladen | Zwei Türportale                                                   | Tronitz 3 (Karte)     | Bezeichnet mit 1807 | Traditionelle Türeinfassungen aus Natursteinen von regionalgeschichtlichem Wert. Sandstein-Türstöcke, Stichbogenportale mit Schlussstein. | 09208751 |
| Direkt Bild zu diesem Denkmal hochladen | Wohnstallhaus eines Dreiseithofes                                 | Tronitz 7 (Karte)     | Um 1700             | Ortsbildprägender Fachwerk-Bau eines kleinen Bauernhofes, vermutlich aus dem beginnenden 18. Jh, weitgehend original erhalten, baugeschichtlich von besonderer Bedeutung. Erdgeschoss massiv, Obergeschoss Fachwerk, Satteldach, profilierte Schwelle, sichtbare Balkenköpfe, regelmäßiges Fachwerk, teils aufgeblattete Kopfstreben, Füllhölzer profiliert, Giebelseite zur Dorfstraße verkleidet. | 09208752 |

## Westewitz
| Bild                                    | Bezeichnung                                    | Lage                       | Datierung                                                                                | Beschreibung | ID       |
| --------------------------------------- | ---------------------------------------------- | -------------------------- | ---------------------------------------------------------------------------------------- | --- | -------- |
| Weitere Bilder                          | Hochwehr Westewitz: Wehr                       | (Flurstück 196) (Karte)    | 1920er Jahre                                                                             | Von technikgeschichtlichem Wert, landschaftsprägende Anlage, singuläre Erscheinung. Das Hochwehr Westewitz wurde 1923 bis 1925 erbaut. Es gehört zum Wasserkraftwerk Klosterbuch. Das Hochwehr liegt an der Freiberger Mulde an der Gemarkungsgrenze von Westewitz (Großweitzschen) und Poselitz (Hartha, Stadt). Seine Spannweite beträgt 53 m, die Höhe ca. 14 m über dem Flussbett. 1992–94 erfolgte eine grundlegende Sanierung. Als eines der größten überdachten Hochwehre Europas kommt diesem Bauwerk eine überregionale technikgeschichtliche Bedeutung zu. | 09208803 |
|                                         | Denkmal für die Gefallen des Ersten Weltkriegs | Bahnhofsweg (Karte)        | Um 1920                                                                                  | Aus Findlingen zusammengesetzte Steinpyramide über Erdhügel, erneuerte Inschriftenplatte, Grüneinfassung, von orts- und zeitgeschichtlicher Bedeutung | 09208799 |
| Direkt Bild zu diesem Denkmal hochladen | Wohnhaus eines Bauernhofes                     | Muldentalstraße 9 (Karte)  | 2. Hälfte 18. Jahrhundert                                                                | In seiner Baukubatur imposantes Gebäude mit markantem Krüppelwalmdach von ortsgeschichtlichem Wert. Massiv, saniert, Dämmputz, kein Fachwerk. Das Gebäude wurde vor 2011 nicht denkmalgerecht saniert, es hat Kunststofffenster und wurde hellblau gestrichen. Vermutlich aus dem ausgehenden 18. oder beginnenden 19. Jahrhundert stammendes Wohnhaus eines Großbauerngutes. | 09208802 |
|                                         | Wohnstallhaus, Scheune und Seitengebäude       | Muldentalstraße 15 (Karte) | Um 1800 (Wohnstallhaus); 19. Jahrhundert (Scheune); Ende 19. Jahrhundert (Seitengebäude) | Weitestgehend originale Fachwerk-Gebäude, Bestandteil der alten Ortsstruktur, haus- und sozialgeschichtlich von Bedeutung. - Wohnstallhaus: Erdgeschoss massiv, Obergeschoss Fachwerk, Satteldach (mit Schiefer) - Seitengebäude: Erdgeschoss massiv, Obergeschoss Fachwerk, Satteldach - Scheune: eingeschossig mit Drempel, Holzschiebetore, Satteldach | 09208801 |
| Direkt Bild zu diesem Denkmal hochladen | Wohnhaus                                       | Muldentalstraße 19 (Karte) | Letztes Viertel 19. Jahrhundert                                                          | Vermutlich um 1900 überformt, dabei traditionelle Fachwerkkonstruktion wieder aufgegriffen, baugeschichtlich und ortsbildprägend von Bedeutung. Erdgeschoss massiv, Obergeschoss Fachwerk (mit Holz verkleidet), Satteldach, originale Fenster, im Erdgeschoss originale Fensterläden aus Holz, vermutlich grundlegender Umbau und Anbau nach 1900, Erdgeschoss möglicherweise 19. Jahrhundert | 09208800 |

## Wollsdorf
| Bild           | Bezeichnung | Lage                 | Datierung           | Beschreibung | ID       |
| -------------- | --- | -------------------- | ------------------- | --- | -------- |
| Weitere Bilder | Sachgesamtheit Königlich-Sächsische Triangulierung („Europäische Gradmessung im Königreich Sachsen“); Station 103, Eichardthöhe | Eichardthöhe (Karte) | Bezeichnet mit 1868 | Triangulationssäule; Station 2. Ordnung, bedeutendes Zeugnis der Geodäsie des 19. Jahrhunderts, vermessungsgeschichtlich von Bedeutung. Vermessungssäule aus Laußnitzer Granit, Schaft mit zeltdachförmiger Abdeckplatte, quadratischer Grundriss mit Inschrift „Station / Obergruna / der / Kön:Sächs: / Triangulierung / 1868“, Höhenbolzen, Höhe 1,70 m, Kantenlänge oben 44 cm, abgesetzter Sockel. Das Gebiet um die Eichardthöhe mit seinen sanften Oberflächenformen ist sehr stark landwirtschaftlich geprägt. Der schöne Rundblick umfasst den Collm im Norden und das Harthaer Kreuz im Südwesten. Einzelne Windkraftanlagen unterbrechen die ansonsten eher horizontalen Landschaftsformen und der Geräuschpegel der nahen Autobahn bringt die Zivilisation ins Bewusstsein. Die Rastanlage Strocken ist nur einen Kilometer entfernt. Das Tal der Freiberger Mulde im Süden lädt jährlich viele Naherholungssuchende zum Wandern, Rad- und Bootfahren ein. Eichardt liegt sehr zentral zu den großen Städten Leipzig, Dresden und Chemnitz, die jeweils nur etwa 50 km entfernt sind. Als Standort der Vermessungsstation bot sich die höchste Stelle der Eichardthöhe an der Döbeln–Leisniger Straße an. Die Fläche dafür wurde von Gutsbesitzer C. G. Kleeberg in Wollsdorf gekauft. Die Station ist sehr gut erhalten. Nur die Verschraubung für die Deckplatte fehlt. Der große Mauerbolzen mit der Nummer 814 ist ein nachträglich angebrachter Höhenfestpunkt. Bei dieser Station kann man sich gut vorstellen, wie von den umliegenden Festpunkten mit dem Heliotrop Sonnenlicht reflektiert wird und Richtung um Richtung die Messung mit dem Theodolit erfolgt. | 09208765 |

## Zaschwitz
| Bild | Bezeichnung                                                               | Lage                | Datierung                                                                | Beschreibung | ID       |
| ---- | ------------------------------------------------------------------------- | ------------------- | ------------------------------------------------------------------------ | --- | -------- |
|      | Wohnstallhaus (ursprünglich Gasthaus) und Torhaus des ehemaligen Gasthofs | Zaschwitz 1 (Karte) | Bezeichnet mit 1764 (Torhaus); 2. Hälfte 18. Jahrhundert (Wohnstallhaus) | Ortsbildprägende Fachwerk-Gebäude in weitestgehend originalem Erhaltungszustand von bau- und ortsgeschichtlichem Wert. - Wohnstallhaus: ehemaliger Gasthof, baulich überformt, denkmalwürdig auf Grund seiner ortsgeschichtlichen Bedeutung - Torhaus: Erdgeschoss massiv (Bruchstein), Obergeschoss Fachwerk, Satteldach - Seitengebäude (Abbruch vor 2011): Erdgeschoss massiv, Obergeschoss Fachwerk (verkleidet) | 09208786 |

## Zschepplitz
| Bild                                    | Bezeichnung                                                  | Lage                   | Datierung | Beschreibung | ID       |
| --------------------------------------- | ------------------------------------------------------------ | ---------------------- | --------- | --- | -------- |
| Direkt Bild zu diesem Denkmal hochladen | Wohnstallhaus, Torhaus und Seitengebäude eines Vierseithofes | Zschepplitz 27 (Karte) | Um 1800   | Ortsbildprägende Fachwerk-Bauten in sehr gutem Originalzustand, baugeschichtlich und ortsbildprägend von Bedeutung. - Wohnstallhaus: Erdgeschoss massiv, Obergeschoss Fachwerk (verkleidet), Krüppelwalmdach - Seitengebäude: Erdgeschoss massiv, Obergeschoss Fachwerk, Satteldach - Torhaus: Erdgeschoss massiv, Obergeschoss Fachwerk, Torbogen, Rundbogen, Schlussstein | 09208762 |

## Zschörnewitz
| Bild                                    | Bezeichnung                                                                    | Lage                    | Datierung                 | Beschreibung | ID       |
| --------------------------------------- | ------------------------------------------------------------------------------ | ----------------------- | ------------------------- | --- | -------- |
| Direkt Bild zu diesem Denkmal hochladen | Wohnstallhaus, Seitengebäude, Torhaus und Einfriedungsmauer eines Vierseithofs | Zschörnewitz 17 (Karte) | 1. Hälfte 19. Jahrhundert | Weitestgehend original erhaltene ländliche Gebäude, bildprägende Bruchsteinmauer, baugeschichtlich, sozialgeschichtlich und ortsbildprägend von Bedeutung. - Wohnstallhaus: massiv, zweigeschossig, vereinfacht - Seitengebäude/Torhaus (südlich): Erdgeschoss massiv, Obergeschoss Fachwerk, Satteldach mit zu geringer Dachneigung, was auf einen Ersatz des alten Daches schließen lässt, Mitteldrehflügelfenster erhalten - Seitengebäude: im Osten an Torhaus anschließend, gleiche Bauweise, Satteldach | 09208771 |
| Direkt Bild zu diesem Denkmal hochladen | Wohnstallhaus eines Vierseithofes                                              | Zschörnewitz 19 (Karte) | Um 1800                   | Prächtiges Wohnstallhaus mit verkleidetem Fachwerk-Obergeschoss von baugeschichtlichem Wert. Zweigeschossiges, wohl proportioniertes bäuerliches Wohnhaus mit massivem Erdgeschoss und verbrettertem Obergeschoss, abgeschlossen durch ein Krüppelwalmdach. Das Haus blieb weitgehend unverändert im ursprünglichen Erscheinungsbild erhalten. Durch die dominante Lage außerhalb des Dorfes prägt das Wohnstallhaus mit den noch erhaltenen Wirtschaftsgebäuden das Landschaftsbild. Auf Grund seines guten Originalzustandes wird das Wohnhaus zum Dokument ländlichen Bauens der Zeit um 1800, woraus sich dessen baugeschichtlicher Wert ableitet. - Wohnstallhaus: Erdgeschoss massiv, Obergeschoss Fachwerk (verkleidet), Krüppelwalmdach - Torhaus: zweigeschossig, massiv, Satteldach, Bruchsteinmauerwerk - Seitengebäude: Erdgeschoss massiv, Obergeschoss Fachwerk, Satteldach, schlechter Erhaltungszustand Die zum Hof gehörenden Seitengebäude waren bis 2011 ebenfalls Bestandteil der Denkmalliste, wurden jedoch 2011 auf Grund ihres zunehmenden Verfalls aus der Denkmalliste gestrichen. | 09208772 |

## Tabellenlegende
- Bild: Bild des Kulturdenkmals, ggf. zusätzlich mit einem Link zu weiteren Fotos des Kulturdenkmals im Medienarchiv Wikimedia Commons. Wenn man auf das Kamerasymbol klickt, können Fotos zu Kulturdenkmalen aus dieser Liste hochgeladen werden:
- Bezeichnung: Denkmalgeschützte Objekte und ggf. Bauwerksname des Kulturdenkmals
- Lage: Straßenname und Hausnummer oder Flurstücknummer des Kulturdenkmals. Die Grundsortierung der Liste erfolgt nach dieser Adresse. Der Link (Karte) führt zu verschiedenen Kartendiensten mit der Position des Kulturdenkmals. Fehlt dieser Link, wurden die Koordinaten noch nicht eingetragen. Sind diese bekannt, können sie über ein Tool mit einer Kartenansicht einfach nachgetragen werden. In dieser Kartenansicht sind Kulturdenkmale ohne Koordinaten mit einem roten bzw. orangen Marker dargestellt und können durch Verschieben auf die richtige Position in der Karte mit Koordinaten versehen werden. Kulturdenkmale ohne Bild sind an einem blauen bzw. roten Marker erkennbar.
- Datierung: Baubeginn, Fertigstellung, Datum der Erstnennung oder grobe zeitliche Einordnung entsprechend des Eintrags in der sächsischen Denkmaldatenbank
- Beschreibung: Kurzcharakteristik des Kulturdenkmals entsprechend des Eintrags in der sächsischen Denkmaldatenbank, ggf. ergänzt durch die dort nur selten veröffentlichten Erfassungstexte oder zusätzliche Informationen
- ID: Vom Landesamt für Denkmalpflege Sachsen vergebene, das Kulturdenkmal eindeutig identifizierende Objekt-Nummer. Der Link führt zum PDF-Denkmaldokument des Landesamtes für Denkmalpflege Sachsen. Bei ehemaligen Kulturdenkmalen können die Objektnummern unbekannt sein und deshalb fehlen bzw. die Links von aus der Datenbank entfernten Objektnummern ins Leere führen. Ein ggf. vorhandenes Icon  führt zu den Angaben des Kulturdenkmals bei Wikidata.

## Ausführlicher Denkmaltext
1. ↑  Einzeldenkmale der Sachgesamtheit Landesklinik Hochweitzschen:

Die Anstalt wurde 1872 bis 1874 im Königlich Sächsischen Forstrevier Hochweitzschen errichtet und 1874 eröffnet. Sie diente bis 1892 als Irrensiechenanstalt für die Pflege chronisch Kranker, 1892 bis 1930 als Heil- und Pflegeanstalt für Epileptiker und 1930 bis 1945 als allgemeine Heil- und Pflegeanstalt. In den Jahren 1945 bis 1966 befanden sich in der Krankenanstalt Hochweitzschen die Bereiche Psychiatrie, Neurologie, Pädiatrie und Chirurgie (bis 1956), Tbc-Kurheim (bis 1960) sowie Infektionsstation (bis 1965). Ab 1966 wurde die Anstalt als Nervenklinik genutzt und arbeitete bis 1991 mit den Bereichen Psychiatrie und Neurologie sowie der Pädiatrie, dem Rat des Kreises Döbeln unterstellt. 1970 bis 1990 war das Krankenhaus für Psychiatrie in Waldheim als Abteilung Waldheim angegliedert. Das Krankenhaus Hochweitzschen war der erste staatliche psychiatrische Krankenhausneubau in Sachsen, ab 1889 die erste staatliche Heil- und Pflegeanstalt für Epilepsie-Patienten im gesamten deutschen Sprachraum. 1892 im August Eröffnung der ersten staatlichen „Heil- und Pflegeanstalt für Epileptische“ mit Zuständigkeit für das ganze Königreich Sachsen. Aus dieser besonderen Bedeutung für die Geschichte der Psychiatrie in Deutschland, insbesondere auch für Sachsen ergibt sich der Denkmalwert vorrangig aus der besonderen geschichtlichen Bedeutung der Anlage.
  - Baugeschichte: 
    - Die Eröffnung des Krankenhauses Hochweitzschen erfolgte am 15. Dezember 1874. Zunächst gehörten zur Anstalt das Krankenhaus-Hauptgebäude mit einer Länge von 242 m und das gegenüber liegende Verwaltungs- und Wirtschaftsgebäude – beide Bauten waren ursprünglich durch Kolonnaden miteinander verbunden. Im gleichen Jahr folgte die Errichtung eines Wohnhauses für „Küchen- und Waschmädchen“ mit Beamtenwaschhaus (altes Waschhaus von 1874).
    - 1882 erfolgte die Vergrößerung des Anstaltsfriedhofes.
    - 1888 wurde ein neues „Pflegerhaus“ erbaut.
    - 1890 Errichtung eines „Kirchensaales“ als Fachwerkbau (späterer „Festsaal“, inzwischen abgebrochen). Danach Errichtung einer „Anstaltsmeierei“ (landwirtschaftliches Gut, Am Bäckerberg 79, 79a, 79d) zur Versorgung des Hauses und zur aktivierenden Arbeitstherapie von Kranken.
    - 1893 Bau der Häuser für Herren der II. Classe und Damen der I. Classe.
    - 1894 Baubeginn der Häuser für Herrn der I. Classe und für Damen der II. Klasse.
    - 1898 Fertigstellung der Anstaltskirche, Weihe am 13. Februar 1898, Entwurf und Ausführung Baumeister Kühn aus Dresden, Ziegelbau mit Turm und hölzernem Turmaufsatz.
    - 1899/1900 Errichtung eines „Knaben- und ein Mädchenhauses“ für „epiletische Kinder“.
    - 1900, Anfang September, Inbetriebnahme des neuen Krankenhauses (Haus B24) mit Loggia für Freiluftbehandlung. Im gleichen Jahr Errichtung des „Zentralbades“ (Haus B22) sowie eines „Pflegerhauses“, weiterhin Errichtung von Beamtenwohnungen (Wohnhäuser für festangestellte Mitarbeiter) – Mädchenhaus B27.
    - 1903 Inbetriebnahme des „Neuen Friedhofes“ mit Begräbnishalle.
    - 1911–1914 Umgestaltung des ehemaligen Waldes zwischen den Häusern zur Parkanlage.
    - 1914 Errichtung eines Gebäudes für „unruhige Männer“ (A22 „Männeraufnahme“).
    - Am 1. Juni 1926 Einweihung des Ehrenmales für die im Ersten Weltkrieg gefallenen Gemeindemitglieder.
    - 1928 Fertigstellung eines neuen Küchengebäudes (heute Kantine und Archiv, A 15?).
    - 1929 eines neuen Waschhauses.
    - 1930 Umbaumaßnahmen am Verwaltungsgebäude.
    - 1934 Abbruch der Laubengänge zwischen Verwaltungsgebäude und Hauptgebäude, im gleichen Jahr Umbau von Kirche und Festsaal.
    - 1946/47 Anbau barackenartiger Liegehallen zur Behandlung von Tuberkulosekranken an die Häuser B24 und B27.
    - 1975/76 Entweihung der Kirche, Einzug von Zwischendecken, die Bänke, Heizung, der Altar und die Orgel wurden entfernt und die Turmhaube abgetragen. Auch die Freitreppe vor dem Portal wurde zerstört. Das Gebäude wurde dann als Lager für den Zivilschutz genutzt. 1979 erfolgte der Abbruch des Festsaals.
    - Nach 1990 erfolgten umfangreiche Sanierungsmaßnahmen, die die Nutzung der Häuser verbesserten, gleichzeitig aber auch dem Erhalt der baugeschichtlich wertvollen Bausubstanz dienten. Alle als Kulturdenkmal ausgewiesenen Gebäude der Landesklinik blieben weitgehend authentisch erhalten. Das ursprüngliche äußere Erscheinungsbild der Gebäude konnte weitgehend original erhalten werden. Die Gebäude sind typische Krankenhausgebäude ihrer jeweiligen Entstehungszeit, woraus sich ihr baugeschichtlicher Wert ableitet.

Das zunächst aus zwei Gebäuden bestehende Krankenhaus wurde ab 1888 mit dem Hinzufügen der o. g. Spezialgebäude, die in einem großzügigen Waldterrain angeordnet wurden, in eine moderne Krankenhausanlage im Pavillonsystem weiterentwickelt. Diese Pavillonbauweise von Krankenhausanlagen waren für den Zeitraum Ende des 19. Jahrhunderts bis zum Anfang des 20. Jahrhunderts modern und typisch. Die Bauweise sollte eine Therapie und Unterbringung von Patienten in grüner Umgebung ermöglichen. Die Gebäude hatten dabei relativ autark zu funktionieren. Neben der für die Genesung wichtigen angenehmen Atmosphäre waren auch hygienische Aspekte für die Anlegung derartiger Krankenhäuser bedeutsam. Durch die Bildung autarker Gebäudeinseln wollte man die Ausbreitung ansteckender Krankheiten erschweren. Wohl zu den ältesten Anlagen dieser Bauweise gehört die am 1. Juli 1876 eröffnete Provinzial-Irren-Anstalt Rittergut Alt-Scherbitz unter Leitung von Köppe. Sie besteht heute als Sächsisches Krankenhaus für Psychiatrie und Neurologie Altscherbitz in Schkeuditz vor den Toren Leipzigs fort. Insbesondere unter Leitung des Geheimrates Paetz wurde die vom Gründungsdirektor begonnenen Innovationen vorangetrieben, indem er weitere Pavillons errichten ließ. Weitere Aspekte des modernen Krankenhauses waren auch das Offen-Tür-System, das Wachsaalsystem sowie die Arbeitstherapie. Weitere vergleichbare Anlagen im Pavillonstil waren das 1891 bis 1895 errichtete städtische Nordstadtkrankenhaus in Hannover, das heutige Universitätsklinikum Carl Gustav Carus Dresden von Stadtbaurat Edmund Bräter aus dem Jahr 1901, das Rudolf-Virchow-Krankenhaus von 1906, die Heilanstalt Heidehaus in Hannover, 1907 zur Behandlung von Tuberkulosepatienten angelegt, die Psychiatrische Klinik am Steinhof in Wien-Penzing, die „Großherzogliche Landes-Irrenanstalt bei Alzey“ (als staatliche Anstalt für Rheinhessen 1908 eröffnet) u. a. Als frühes Beispiel dieser für einen Zeitabschnitt um 1900 typischen Krankenhausbauweise, erlangt die heute noch relativ vollständig erhaltene Anlage auch eine große bauentwicklungsgeschichtliche Bedeutung. Denkmalwürdig sind der gesamte Krankenhauskomplex sowie die als Einzeldenkmal ausgewiesenen Bestandteile insbesondere auf Grund ihres guten Originalzustandes und der Komplexität der Anlage.
  - B 5 Beschäftigungsbereich/Servicteam
  - B 25: Dienstwohnhaus, Klinkerbau mit zwei Kopfbauten, dreigeschossig mit zweigeschossigem Zwischenbau
  - Elektroschaltkästen: 1920er Jahre